# Chris Wilson
Chris Wilson var den före detta trummisen i Good Charlotte. Han slutade på grund av drogproblem.
Han försökte stämma sina före detta bandmedlemmar på pengar men eftersom han inte skrivit något själv så hade han därför inte rätt att få några pengar heller.